# Coris batuensis
Coris batuensis е вид лъчеперка от семейство Labridae.

## Разпространение
Видът е разпространен в Австралия, Британска индоокеанска територия, Вануату, Гуам, Индия, Индонезия, Малайзия, Малдиви, Маршалови острови, Мианмар, Микронезия, Нова Каледония, Палау, Папуа Нова Гвинея, Провинции в КНР, Северни Мариански острови, Соломонови острови, Тайван, Тайланд, Тонга, Уолис и Футуна, Фиджи, Филипини и Япония.